# Ајвар (филм)
Ајвар је српски филм из 2019. године у режији Ана Марије Роси. Сценари су потписале Ана Марија Роси и Маја Тодоровић.
Филм је премијерно приказан 11. децембра.

## Радња
Вида (Наташа Нинковић) и Бане (Сергеј Трифуновић) су брачни пар који већ дуже време живи у Стокхолму. Имају успешне каријере, довољно новца за пристојан живот и пса, али немају децу. Вида сумња да Бане у Београду има љубавницу, али о томе ћути. Долазе за празнике у Србију, где се у познатом окружењу одвија уиграна кореографија која се много пута поновила у њиховим гастарбајтерским животима. Овог Ускрса се тај зид ћутања руши.

## Улоге
| Глумац              | Улога |
| ------------------- | ----- |
| Наташа Нинковић     | Вида  |
| Сергеј Трифуновић   | Бане  |
| Весна Чипчић        | Снежа |
| Игор Боројевић      |       |
| Александра Јанковић |       |
| Гордан Кичић        |       |
| Миодраг Крстовић    |       |
| Бранка Петрић       |       |
| Срђан Милетић       |       |
| Паулина Манов       |       |
| Павле Пекић         |       |
| Ивана Шћепановић    |       |
| Маја Тодоровић      |       |
| Мирко Влаховић      |       |

## Награде
- Филм је освојио прву награду и награду жирија, новинара и критике на 43. Фестивалу филмског сценарија у Врњачкој Бањи[6], као и награду за најбољи филм на Валтер фесту.[7]
- Ана Марији Роси је додељена специјална награда за режију на Лесковачком интернационалном фестивалу филмске режије[8] и специјално признање жирија 26. Фестивала европског филма Палић.[9]
- Наташа Нинковић је освојила Царицу Теодору на Филмским сусретима у Нишу[4] и награде за најбољу женску улогу на фестивалима у Чикагу, Младеновцу, Мојковцу, Херцег Новом и Лесковцу.
- Сергеј Трифуновић је освојио Цара Константина на Филмским сусретима у Нишу[4] и награде за најбољу мушку улогу у Мостару и Лесковцу.
- Весна Чипчић је освојила награду за најбољу женску епизодну улогу на Филмским сусретима у Нишу.[10]
- Маји Тодоровић и Ана Марији Роси припала је награда за најбољи сценарио на 2. Дунав филм фесту у Смедереву[11]